# 豊川英国
豊川 英国（とよかわ ひでくに、生没年不詳）とは、江戸時代の大坂の浮世絵師。

## 来歴
寿好堂よし国の門人とされる。大坂の人。作は文政10年（1827年）に上演された芝居の役者絵1枚が知られるのみである。

## 作品
- 「月本始之助・嵐橘三郎」　大判錦絵　※文政10年5月、大坂中の芝居『けいせい棧物語』より。「涼しさや　橘の香の　あるまでも　清国」の句あり